# ابراهیم صدر
ابراهیم صدر سیاستمدار، افسر، و عالم اسلامی اهل افغانستان است. وی از ۲۱ سپتامبر ۲۰۲۱ معاون وزارت امور داخله است.